# Single-photon avalanche diode
Single photon avalanche dioda (SPAD) je fotodioda, která operuje vysoko nad bodem průrazu při vysokých napětí. Díky tomu je schopna zaznamenat i velice nepatrné částice energie jako jsou jednotlivé fotony se zpožděním, které odpovídá pico sekundám (při současných technologiích se dostáváme i k nižším časům).
Systém operace SPADu tedy hlavní funkce s vysokým průrazným napětím je někdy jinak nazývána Geiger mode.

## Princip
Jedná se o polovodičovou součástku s p-n přechodem. Napětí na přechodu musí být velké tak, aby i příchod energie jednoho fotonu byl schopný vznítit reakci a otevřít diody pro průchod proudu, tedy zaznamenání příchodu fotonu.
Dioda samotná většinou musí operovat s elektronickou deskou (často je nazývána stejně (SPAD) jako celek, či jinak zhasínací obvod).

## SPAD PCB
Tento obvod se musí starat o příchod "taktovacích impulsů", které otevřou diodu a ta je připravena přijmout foton. Další důležitou součástí je zhasínání obvodu, kdy po přijetí fotonu je nutné ukončit takt tak, abychom nezaznamenali další foton a tím nezkreslili měření a zmenšili hladinu šumu. Pro zhasínání se používají dvě techniky a to aktivní a pasivní.

### Zhasínaní
- Aktivní - V tomto případě přijetí pulsu spustí rychlou reakci, kdy přes logické obvody je snížení napájení diody, čímž se ukončí průraz diody a poté se zpět vrátí na používanou hladinu připravené pro další foton.

- Pasivní - jedná se první a velice často používané zapojení spadu, kdy se k němu v sérii přidá odpor (často používaný je kolem 100kΩ), kdy po příchodu signálu se nastane velký skok průrazného napětí a jeho následný vzestup do provozuschopného stavu se zhaslou diodou.

## Čítání a časování fotonů
Intenzita signálu je určena množstvím přijatých fotonu, počet vyslaných pulsů oproti příjmu v časovém úseku, zatímco časový rozdíl je daný měřením vzdálenosti píku.

## Analýza dat
Analýza dat z SPADu často probíhá např. měřením sérii vzorků (254 vzorků) které jsou zprůměrovaný po odstranění jasných odchylek a šumu. Po zjištění dostatku těchto vzorků jsou data vnesena do histogramu, z kterého následně vyplývá časová a intenzivní značka celého měření.

## Šum
Je neoddělitelný od SPADů vzhledem k počtu všech fotonů, které jsou u měření. Jako velice efektivní metody zamezení je přidání více optických čoček a filtrů, které oddělí vlnovou délku laseru (většinou se používá koherentní záření, avšak běžné zdroje světla je schopné měřit také) které používáme k měření.